# Битва при Павии
Битва при Пави́и (исп. Batalla de Pavía) — ключевое сражение Итальянской войны (1521—1526) между испанской и французской армиями, произошедшее 24 февраля 1525 года. Первая битва Нового времени, положившая начало успешному использованию ручного огнестрельного оружия.

## Предыстория
В 1521 году начинается третий период итальянских войн — борьбы Франции против коалиции Испании и Священной Римской империи за гегемонию в Италии. Основным театром военных действий становится Северная Италия. В начале войны испанцы получают на вооружение новое грозное оружие — мушкет.
Император Карл V привлек на свою сторону англичан, римского папу, Мантую и Флоренцию. Союзниками французского короля выступали Венеция и Швейцария.
В 1521 году испано-имперская армия неожиданно атаковала Ломбардию и захватила Милан. Французские войска были разбиты при Бикокке. Папа занял Парму и Пьяченцу.
В 1522 году испанская армия оккупировала Геную.
В следующем году Венеция заключила сепаратный мир с союзниками, уступив Градишку Австрии, а английские войска атаковали Пикардию.
После поражения в битве при Сезии 30 апреля 1524 года французские войска были полностью вытеснены из Италии. В июле имперская армия вторглась в Прованс. Не встретив сопротивления, к середине августа войска Габсбургов заняли Экс-ан-Прованс и осадили Марсель. Однако взять город штурмом не удалось, и в конце сентября, когда в Авиньон прибыла французская армия в главе с королём Франциском, имперское войско отступило в Италию. В октябре 1524 года Франциск I переходит Альпы, занимает Милан и выходит к контролируемому гарнизоном из 700 испанцев и 7 тысяч ландскнехтов городу Павия.

## Силы сторон
- Французы и швейцарцы (король Франциск I) — 26 тысяч воинов, включая ок. 4 тысячи рыцарей (1 тысяча копий); 17 тысяч пикинёров, в том числе 8 тысяч швейцарских, 5—12 (по разным источникам) тысяч ландскнехтов из «чёрной стражи»; 53 артиллерийских орудия.
- Испанцы и имперцы (Фернандо д'Авалос — полководец Карла V) — 4 тысячи рыцарей и 19 тысяч пехотинцев (в том числе 12 тысяч немецких ландскнехтов). По другим данным, 2,5 тыс. кавалерии; 17 тыс. пикинёров; 3 тысячи аркебузиров, 17 орудий.

## Осада Павии

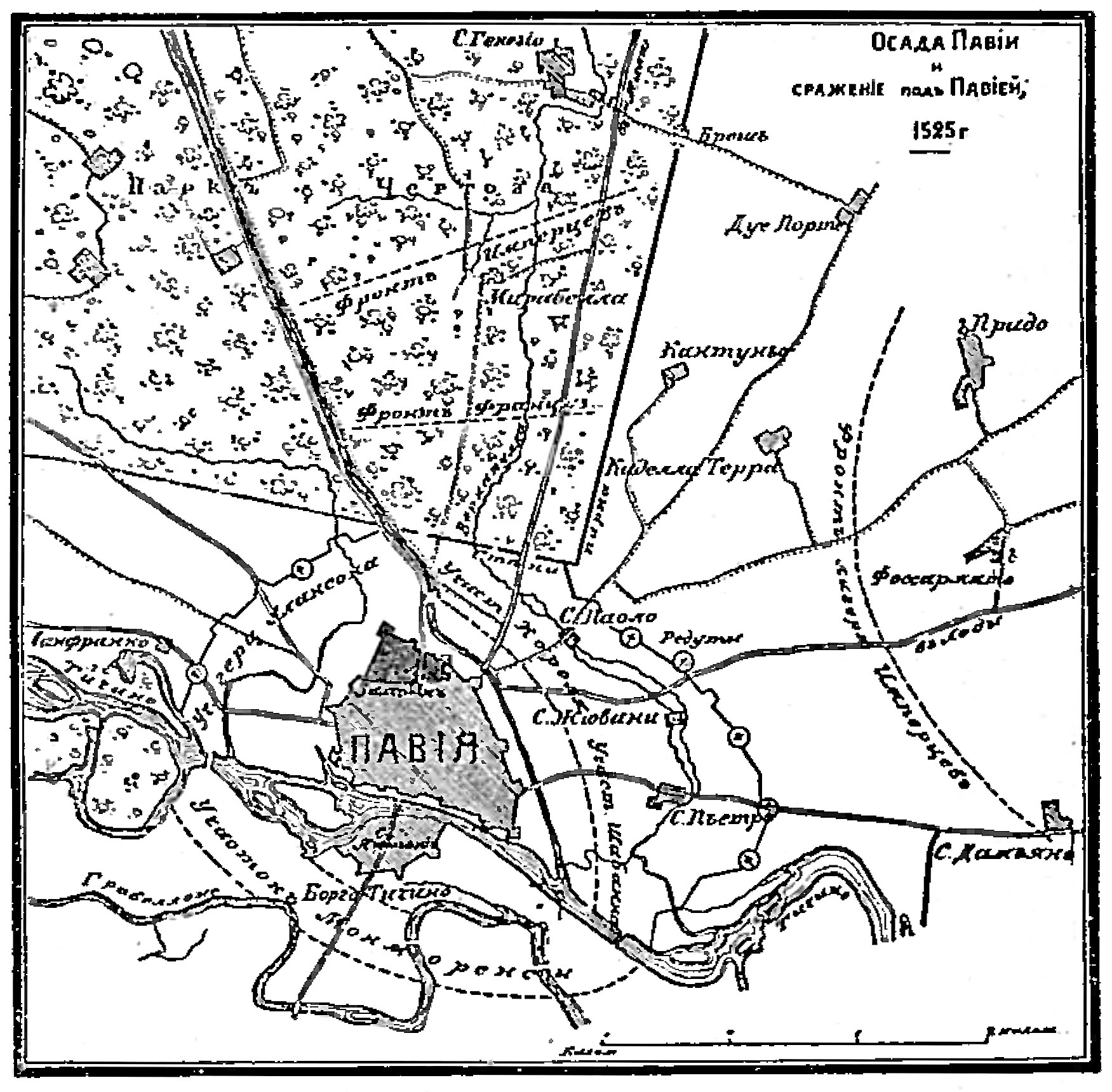
Рисунок из статьи «Павия»
(«Военная энциклопедия Сытина»)

В конце октября 1524 года франко-швейцарская армия подходит к Павии. Артиллерия разрушает стену, но испанский гарнизон встречает штурмующих на заранее подготовленной второй линии укреплений: перед крайними домами вырыт ров, из окон домов ведётся огонь. Франциск Ι принимает решение блокировать город. Гарнизон и жители города испытывали недостаток продовольствия и боеприпасов. Кроме того, поскольку основу гарнизона составляли наёмники, для осажденных была актуальна проблема недостатка денег для выплаты жалования. Комендант крепости, испанский военачальник Антонио де Лейва, герцог Терранова, вынужден был из-за этого пойти на переплавку церковных ценностей.
Французы предприняли несколько атак на крепость, но они в основном не увенчались успехом. Единственной удачей осаждающих стало взятие 10 ноября небольшого укрепления на южном берегу Тичино, прикрывавшего мост через реку и подступы к главной стене Павии с юга. Маленькую фортецию в течение дня защищали около сорока человек, но под артиллерийским обстрелом они были вынуждены капитулировать.
В начале февраля 1525 года к городу подошла сформированная за время осады имперская армия под командованием генерала Фернандо д'Авалоса. В поход выступило около сорока тысяч человек, но стычки, болезни и дезертирство привели к тому, что налицо перед битвой имелось лишь 23-25 тысяч солдат. Армия Франциска была рассредоточена вокруг Павии, но основная её часть находилась с северо-восточной стороны от города, так как именно оттуда ожидалось появление противника.

## Расстановка сил перед битвой
Большая часть французской армии находилась в обнесённом стеной большом лесистом парке Мирабелло, находящемся севернее Павии. В центре парка, вокруг охотничьего дворца находился обоз. Ещё один отряд располагался у восточной стены. В северо-западной части парка находился король с артиллерией и рыцарской конницей. Снаружи парка, чуть к востоку от Павии, в районе Пяти аббатств, находился отряд швейцарских наёмников Монморанси, и ещё около 5,5 тысяч человек расположились к западу и югу от города.
Имперцы расположили лагерь с восточной стороны, в 100 м от циркумвалационной линии (кирпичная стена охотничьего парка). Франциск решает придерживаться оборонительного способа действий, рассчитывая на развал войска имперцев, поскольку их наёмники долгое время не получали жалования.

## Ход сражения

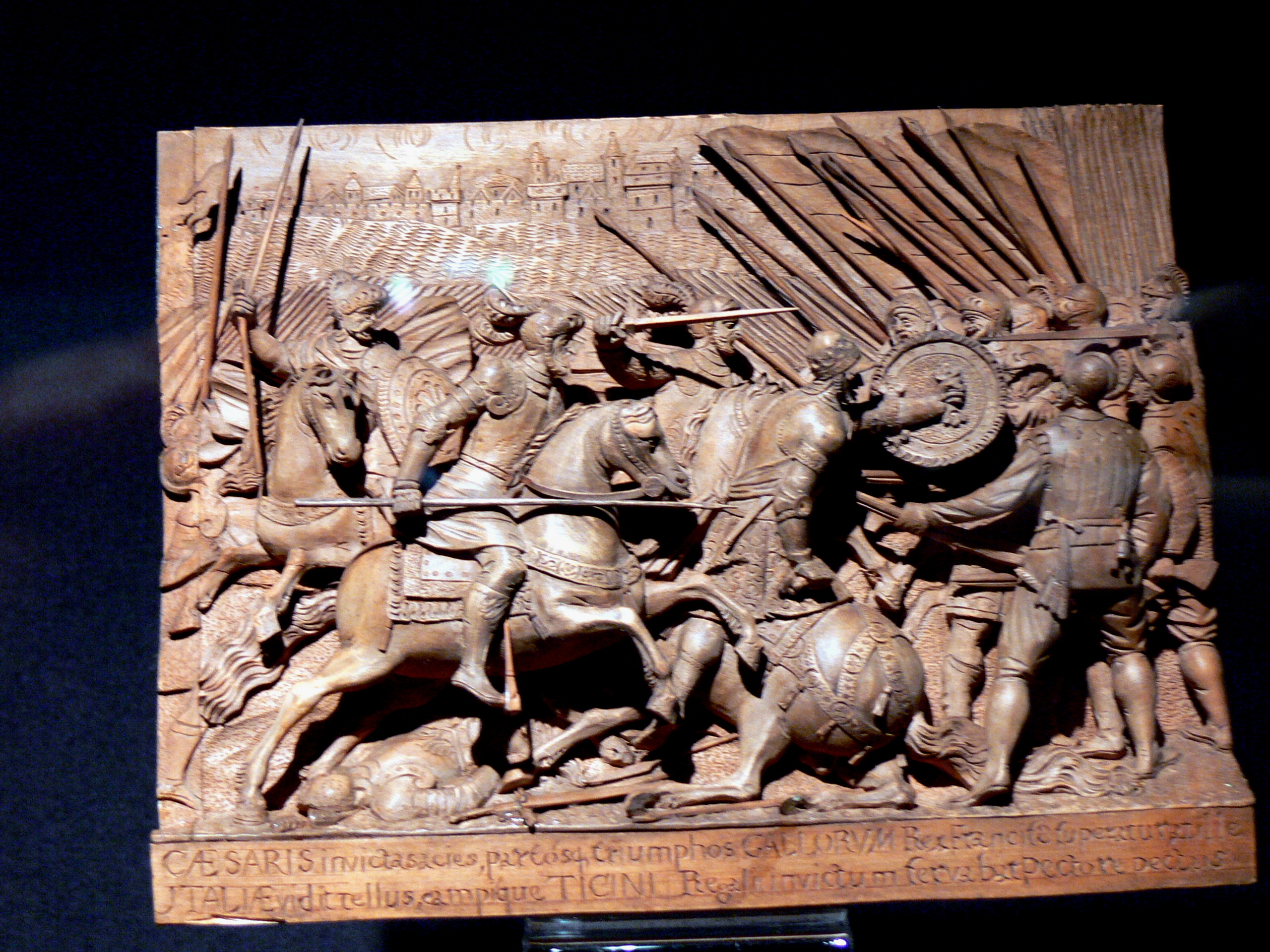
Эпизод битвы при Павии. Резьба по дереву. Земельный музей Верхней Австрии (Линц), XVI в.

Фернандо д’Авалос был вынужден атаковать, поскольку как в крепости, так и в полевой армии денежные трудности грозили подорвать дисциплину среди наёмников. Первоначальной целью операции было провести в Павию обоз с деньгами, порохом и провиантом. План был согласован с комендантом де Лейвой, который по установленному сигналу (три холостых пушечных выстрела через равные промежутки) должен был выйти из города на вылазку и поддержать атаку. В ночь с 23 на 24 февраля имперские войска начали выдвигаться к охотничьему парку. Испанские сапёры (вастадоры) начали разрушение слабо охраняемого северного участка циркумвалационной линии, возле ворот Порта Пескарина. Однако, дело шло медленно: порох нельзя было использовать, чтобы не оповещать французов о происходящем, так что стену ломали шанцевым инструментом. Для того, чтобы отвлечь внимание французов и замаскировать сапёрные работы, небольшой отряд имперцев у Торе дель Гало (восточных ворот) вёл артиллерийскую стрельбу. Артиллеристы так увлеклись, что к ним пришлось высылать гонца с приказом стрелять менее интенсивно, так как в Павии могли не услышать сигнальных выстрелов.

Около четырёх часов утра кавалерийский отряд французов под командой Карла Тирчелина обнаружил неприятеля, трудящегося у северных ворот. К этому моменту имперцы проникли в парк, и открыли ворота Порта Пескарина изнутри, так что через них прошла артиллерийская батарея, а следом за ней в парк начала втягиваться кавалерия. Пехотинцы в это время пробирались через пролом. 

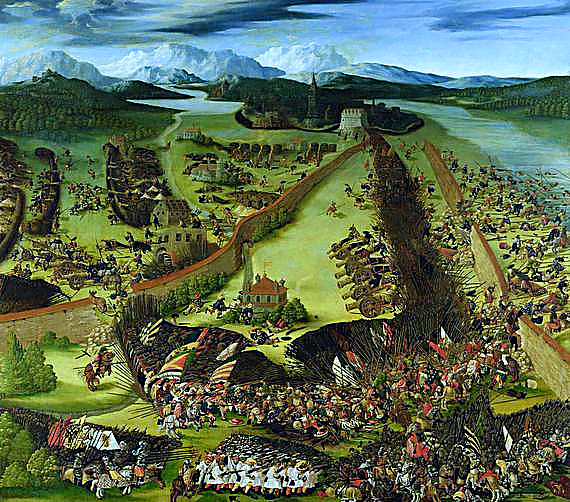
Поле битвы при Павии

Тирчелин, обнаружив неприятеля, выслал гонца к восточной стене, где находился трёхтысячный отряд швейцарцев под командованием Флоранса и Яна фон Дизбаха: те немедленно выдвинулись к Порта Пескарина. Кроме того, Флоранс послал гонца к королю в северо-западную часть парка. Поскольку над полем сражения висел густой туман, стороны пребывали в неведении относительно сил и действий друг друга.
Битва началась внезапным столкновением в тумане отряда Тирчелина со всадниками де Васто, наступающими с севера. Почти одновременно швейцарцы Флоранса захватывают артиллерийскую батарею имперцев из 16 орудий, но этот серьёзный успех Флорансу не удалось превратить в решающий из-за отсутствия лишних канониров.
В 6:00 последовал сигнал де Лейве о начале вылазки. Гарнизон, выйдя из крепости, отрезал французские силы у Пяти аббатств (восточнее Павии) от основного войска. В центре парка в это время один из вошедших внутрь отрядов имперцев — аркебузиры де Васто — захватил дворец и обоз французской армии. Таким образом, войско французов оказалось разрезано на части: отряд Монморанси у Пяти аббатств, Флоранс у восточной стены и король Франциск на северо-западе. Кроме того, отдельная группировка Алансона к западу от города попросту устранилась от участия в битве.
В 7 часов в парк с севера вошли имперские ландскнехты фон Фрундсберга и Зитлиха. Они немедленно вступили в бой с подразделением Флоранса. Сражения ландскнехтов и швейцарцев всегда отличались ожесточённостью, и Павия не стала исключением.
Практически в то же время до поля битвы с запада добрался король Франциск I во главе французской тяжёлой кавалерии, жандармов. Он начал с того, что атаковал имперских рыцарей, и без особого труда их опрокинул. Однако те отступили в лес, где французские жандармы не захотели или не смогли их преследовать. Теперь французские рыцари стояли на прогалине, лишённые возможности манёвра и стеснённые кустарниками, перелесками, кочками и ручьями охотничьего парка. Кроме того, Франциск перекрыл зону обстрела собственной артиллерии.
Заминка была в полной мере использована имперцами. От дворца в центре парка развернулись аркебузиры де Васто, Фрундсберг вывел часть ландскнехтов из боя против швейцарцев и выдвинул их навстречу угрозе. Локальное численное превосходство над швейцарцами оставалось, поэтому он мог не опасаться за этот участок. В результате этих манёвров Франциск оказался изолирован от всех частей, которые могли его поддержать, охвачен испанцами и ландскнехтами, наконец, лишён возможности действенно атаковать из-за сильно пересечённой местности, или хотя бы отступить.

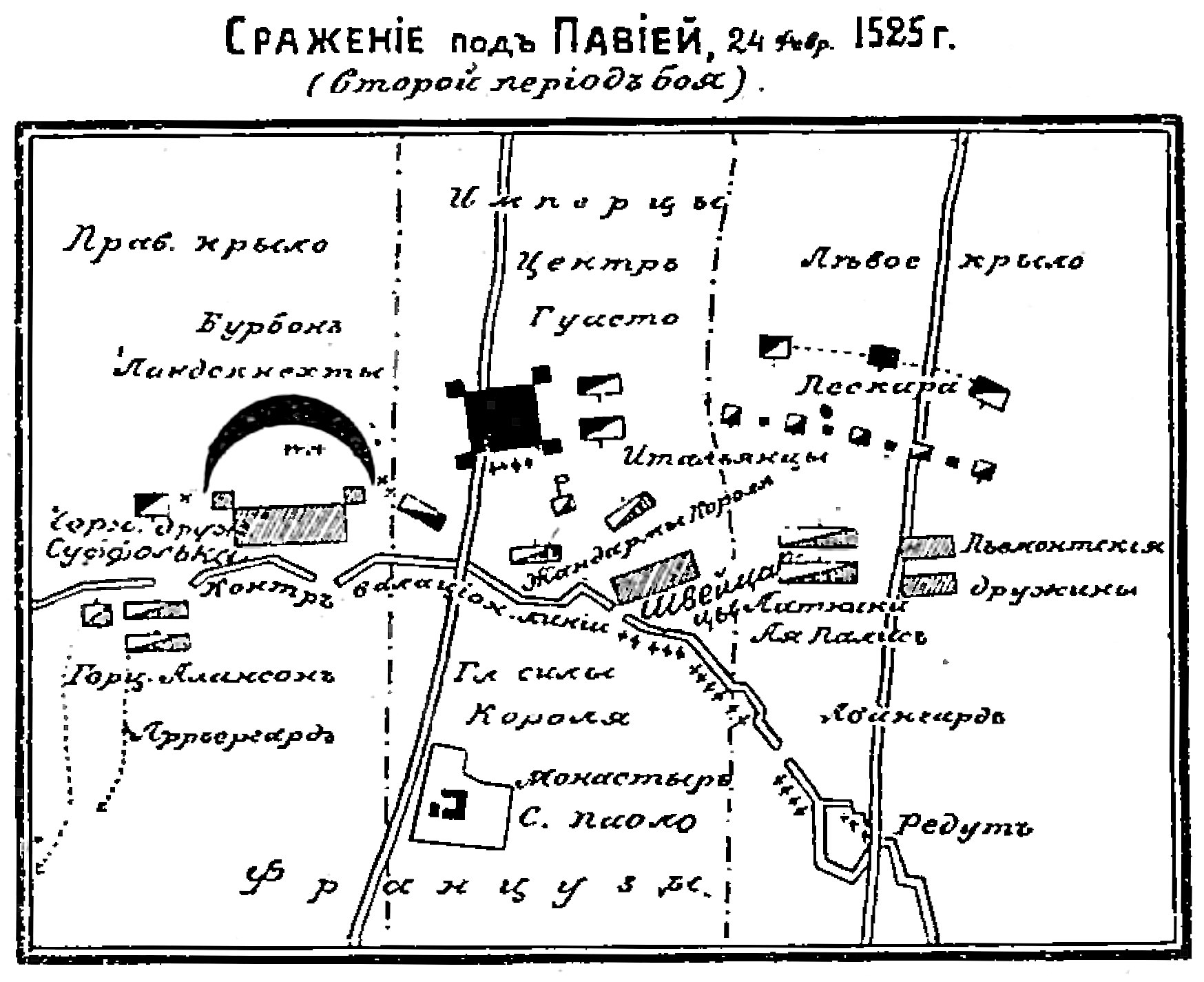
Рисунок из статьи «Павия»
(«Военная энциклопедия Сытина»)

Начался коллапс французской армии. Кавалерия подверглась жесточайшему обстрелу из аркебуз, от которого особенно страдали кони. Значительная часть жандармов погибла под огнём, уцелевшие были лишены коней и добиты подошедшими вплотную ландскнехтами и испанцами. Франциск, также спешенный, едва не был убит, но Ланнуа не позволил лишить жизни такого ценного пленника. Другие французские аристократы в основном погибли в бою. Среди убитых были Гийом Гуффье (Бонниве), маршал Франции Ла Палисс, Луи де ля Тремуй, бастард Савойский и другие представители знати.
Пытавшаяся прорваться на помощь королю «чёрная банда» была атакована превосходящими силами и после упорной схватки разгромлена. Остатки её отступили на запад.
В это время швейцарцы у восточной стены начали сначала медленно откатываться, а затем обратились в бегство. Флоранс и фон Дизбах попали в плен. В силу особенностей взаимоотношений ландскнехтов и швейцарцев, последних почти не брали живыми. Гарнизон де Лейвы добил второй отряд швейцарцев под командой Монморанси у Пяти аббатств: те сломались, увидев соотечественников, бегущих от ландскнехтов. Остатки швейцарцев бежали через болота на юг и были сброшены в Тичино. Река не была широкой, но переплыть её удалось далеко не всем, поскольку был конец февраля. Монморанси также был взят живым.
Арьергард французского войска под командованием герцога Алансонского не решился вступить в бой. Существует версия, что увидев поражение главных сил французов, герцог приказал своим отступить за реку Тичино и после переправы уничтожить мост, что лишило швейцарцев на северном берегу путей к бегству. Против этого утверждения можно возразить: герцог Алансонский находился к западу от города и не имел ясного представления о ходе боя. Таким образом, именно по его вине (нерасторопность, трусость или беспечность Карла IV тому причина — уж никто не узнает) погибли остатки швейцарской пехоты. Как бы то ни было, не подлежит сомнению тот факт, что бегущие, были ли они отрезаны от переправы или наткнулись на разрушенный мост, — вынуждены были спасаться вплавь.

## Потери
Сражение стало одним из самых кровавых по той причине, что в нём с разных сторон сошлись извечно враждующие швейцарские наёмники и имперские ландскнехты. В ходе битвы две противоборствующие группировки наёмников не брали друг друга в плен. Со стороны французов погибло 12 тысяч воинов (по другим данным — около 10 тысяч), со стороны имперцев — около 500 воинов. Во время битвы был убит Ричард де ла Поль, который претендовал на английскую корону. Так окончательно прекратилась "Война роз" очень далеко от Англии.

## Результаты
Испанцы деблокировали Павию. Французская армия понесла очень тяжёлые потери и отошла из Италии. 3 марта имперцы заняли Милан. Франциск I был пленён и сперва содержался в замке в Павии, а через некоторое время переправлен в Испанию. Его первое письмо матери начиналось со знаменитой фразы «Потеряно всё кроме чести и жизни». В марте 1526 года он вернулся во Францию.
По результатам последовавших переговоров Франциск I уступал Карлу V герцогства Милан и Бургундию, но, вернувшись во Францию (заложниками остались его сыновья), он отрекся от договора, в чём его поддержал Папа Римский. Война продолжилась.
После битвы при Павии мушкет приобретает решающее значение в вооружении пехоты, изменяется тактика пехоты, формируются специальные мушкетерские части. Это последняя битва Средних веков и первая битва Нового времени.

## Отражение в культуре
С битвой при Павии связывают происхождение таких блюд, как павийский суп в итальянской кухне и павийские солдатики — в испанской.
Одним из художников, запечатлевших битву при Павии, стал немец Вольф Губер.